# Cosmiosophista
Cosmiosophista là một chi bướm đêm thuộc họ Cosmopterigidae.